# Сеятель Южный
Сеятель Южный — посёлок в Сальском районе Ростовской области России.
Входит в Гигантовское сельское поселение.

## География
В поселке имеются две улицы — 1-я линия и 2-я линия.

## Население
| 2010 |
| ---- |
| 60   |